# Malva alcea

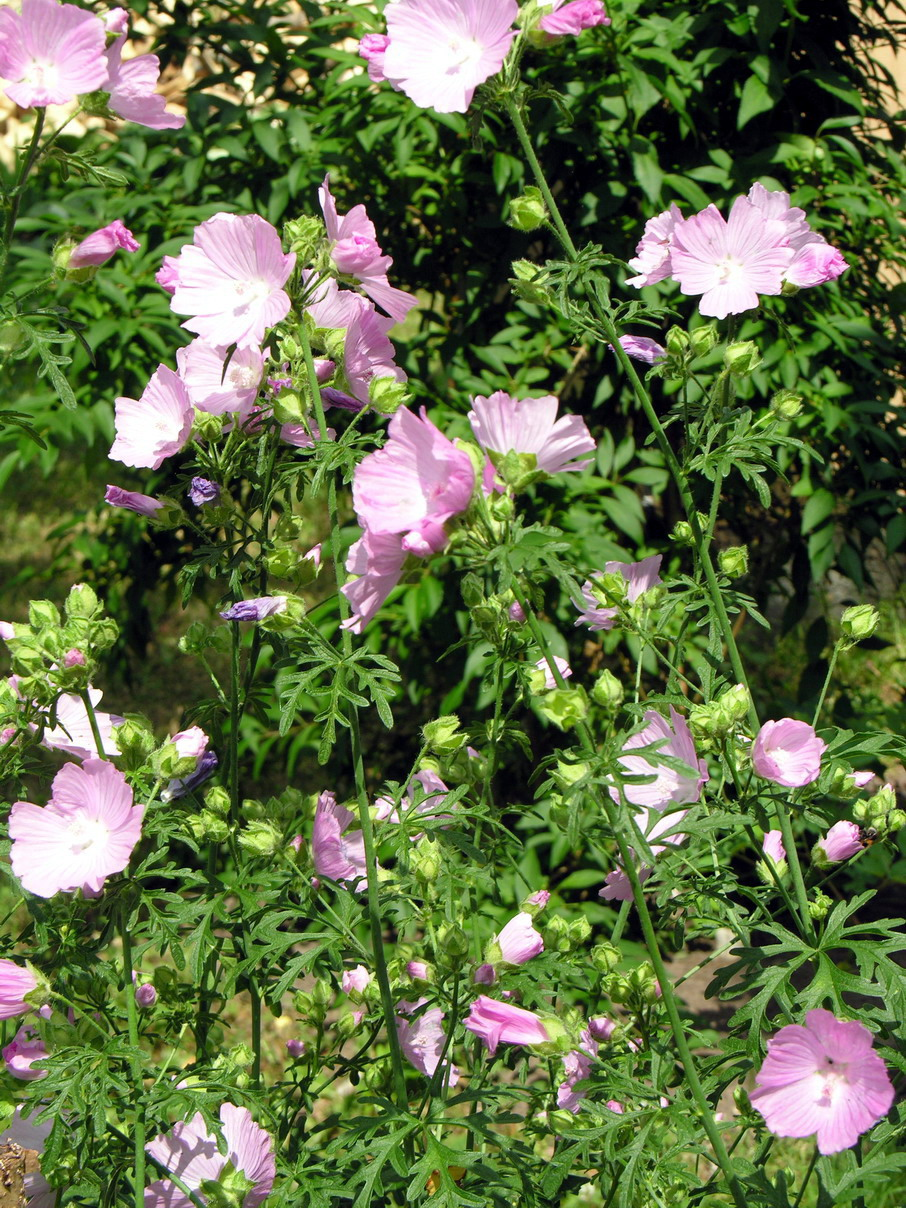
Planta con flores

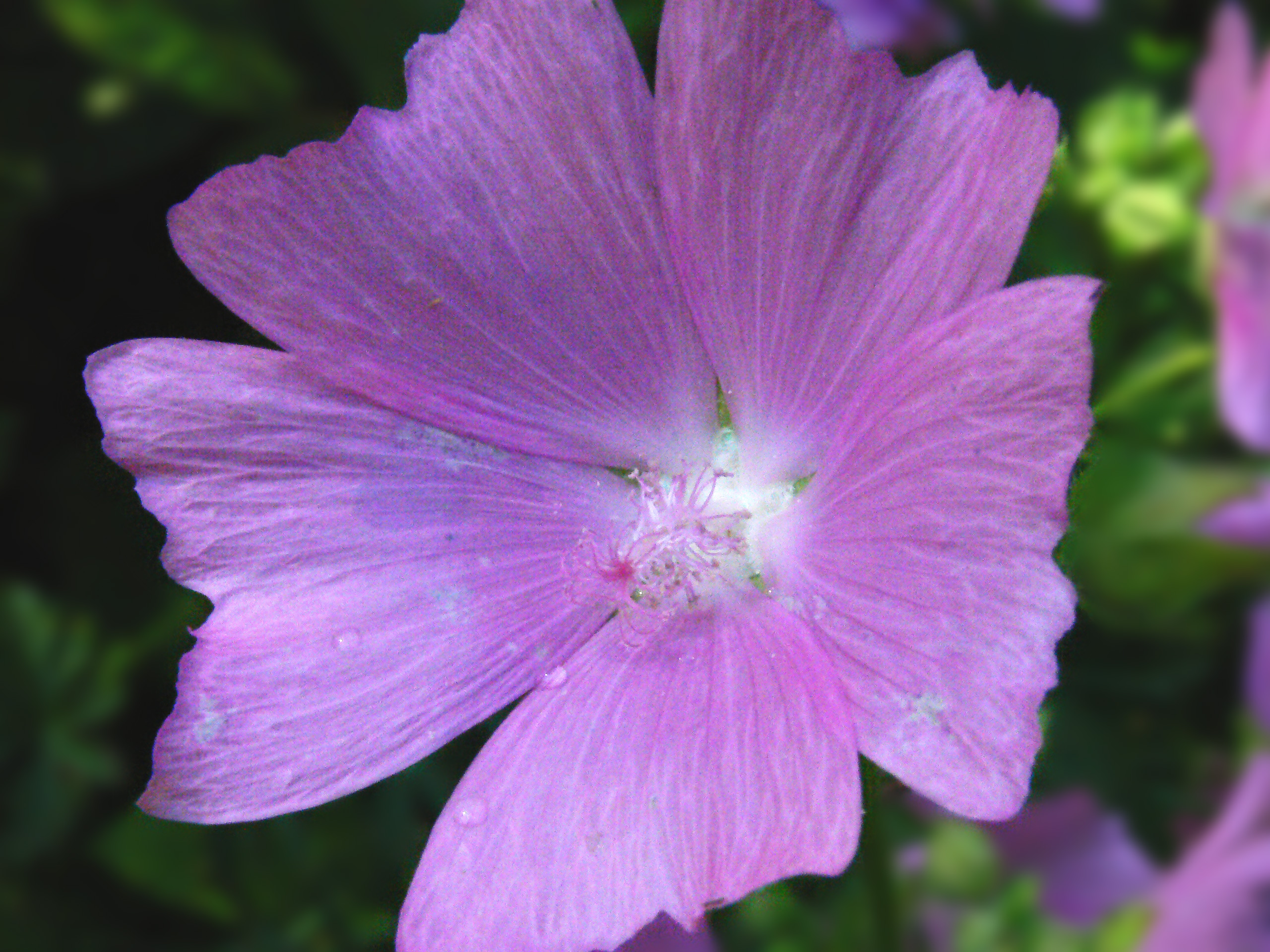
Flor

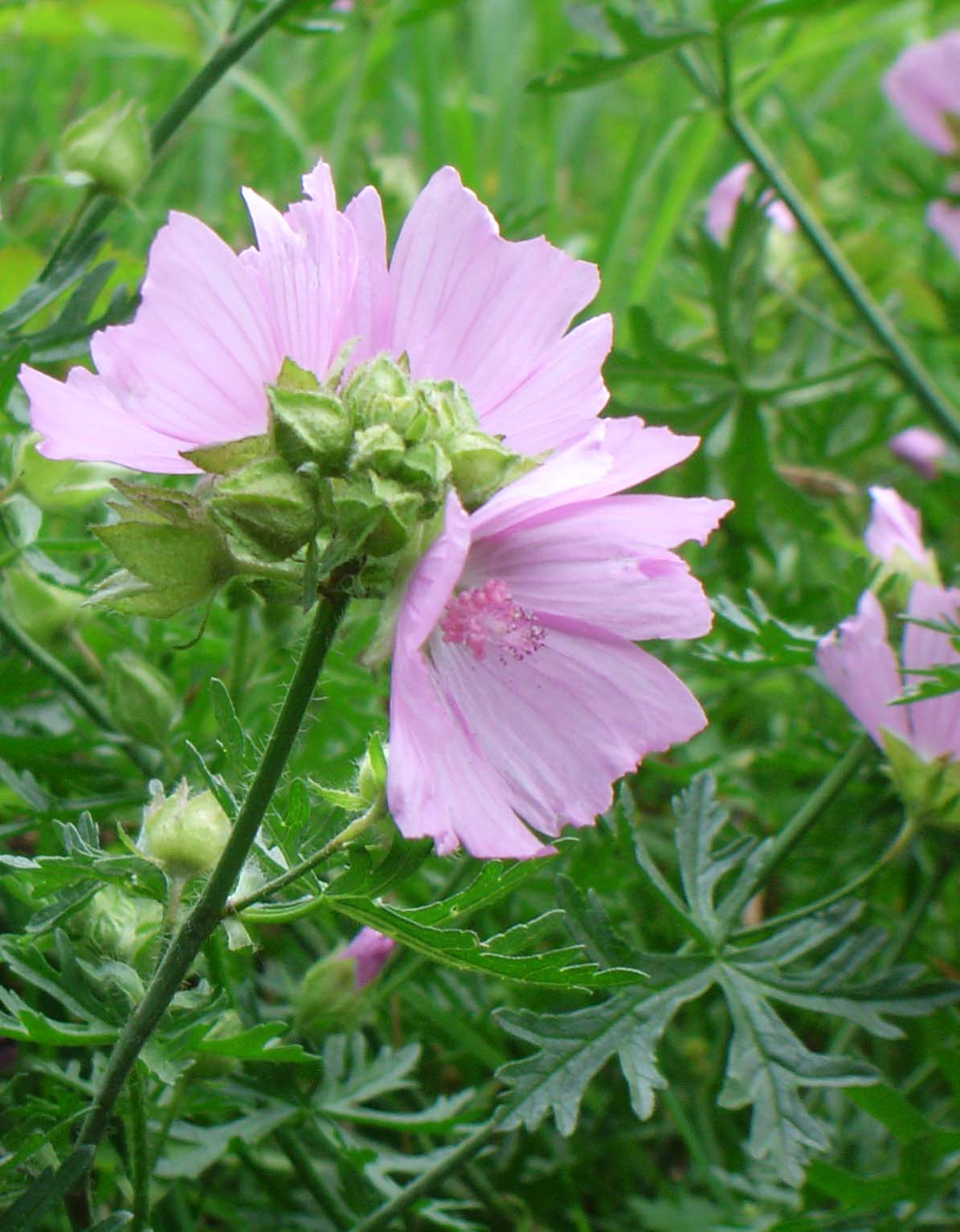
Inflorescencia

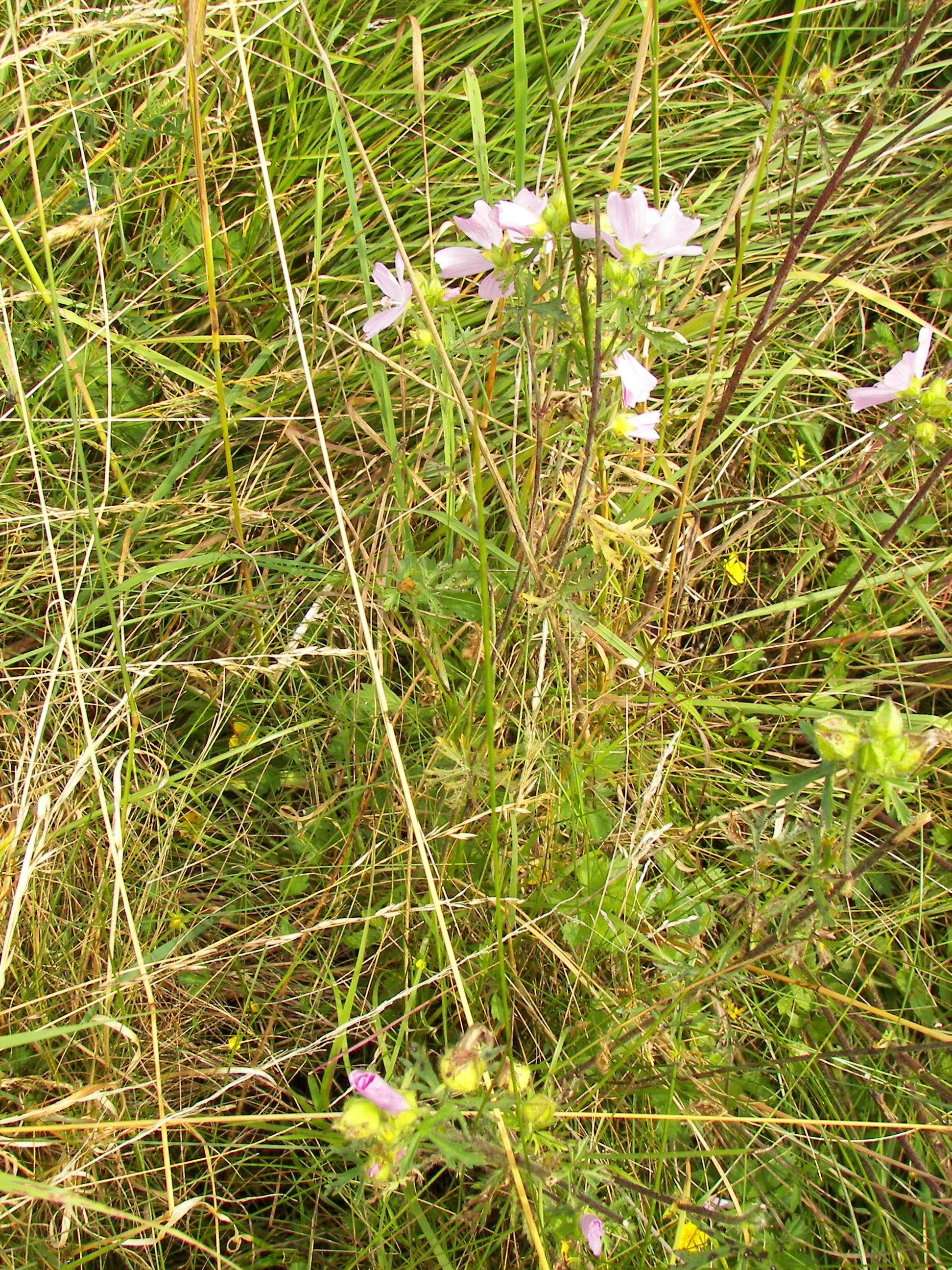
Planta

Malva alcea es una especie de planta herbácea del género Malva, dentro de la familia Malvaceae, es nativa del suroeste, centro y este de Europa y el suroeste de Asia, desde España hacia el norte hasta el sur de Suecia y el este de Rusia y Turquía.

## Descripción
Se trata de una planta herbácea perennifolia que alcanza de 50 a 125 cm de altura, con tallos cubiertos de pelos estrellados. Las hojas tienen 8,2 cm de largo y 2,8 cm de ancho, son palmadas lobuladas con 5 a 7 lóbulos romos; las hojas basales, más bajas en el tallo,  son superficialmente lobuladas, las más altas en los tallos están profundamente divididas, con lóbulos digitados como dedos. Las flores aparecen por separado cerca de la cúspide en racimos en forma de corimbos que crecen de las axilas de las hojas en verano y otoño. Tienen de 3,5-6 cm de diámetro, con 5 sépalos y 5 pétalos de color rosa brillante, y no tienen olor. El fruto en forma de disco esquizocárpico de 8,4 mm de diámetro, que contiene varias semillas. Dispone de un cromosoma de 2n = 84.

## Hábitat
Malva alcea se encuentra en los setos y prados, cerca de zonas habitadas y cunetas de carreteras  muy por debajo de la zona subalpina, en el norte y el este de los Pirineos.

## Taxonomía
Malva alcea fue descrita por Carlos Linneo y publicado en Sp. Pl. 690 1753.
Etimología
Malva: nombre genérico que deriva del Latín malva, -ae, vocablo empleado en la Antigua Roma para diversos tipos de malvas, principalmente la malva común (Malva sylvestris), pero también el "malvavisco" o "altea" (Althaea officinalis) y la "malva arbórea" (Lavatera arborea). Ampliamente descritas, con sus numerosas virtudes y propiedades, por Plinio el Viejo en su Historia naturalis (20, LXXXIV).
alcea: epíteto latíno que significa "alkaia, una especie de malva"
Basónimo
- Malva alcea L., descrita en Species Plantarum 689 en el año 1753 por Carlos Linneo

Sinonimia
- Malva abulensis Cav., Diss. 2: 76, tab. 34 fig. 3 (1786)
- Malva bilobata Merino in Brotéria, Sér. Bot. 11: 113 (1913)
- Malva bismalva Bernh. ex Lej., Rev. Fl. Spa 147 (1825)
- Malva fastigiata Cav., Diss. 2: 75, tab. 23 fig. 2 (1786)
- Malva italica Pollini, Hort. Veron. Pl. 17 (1816)
- Malva lagascae Lázaro Ibiza & Andrés Tubilla in Anales Soc. Esp. Hist. Nat. 10: 416 (1881), nom. illeg., non Capelli
- Malva lobata Cav., Diss. 2: 76, tab. 18 fig. 4 (1786)
- Malva morenii Pollini, Hort. Veron. Pl. 16 (1816)
- Malva ribifolia Viv., App. Fl. Cors. Prodr. 5 (1825)[11]

## Nombres comunes
- Castellano: malva montés, malvavisco salvaje.[11]